# Albsfelde
Albsfelde i det nordlige Tyskland, er en kommune i Amt Lauenburgische Seen under Kreis Herzogtum Lauenburg i delstaten Slesvig-Holsten.

## Geografi
Kommunen Albsfelde ligger tre kilometer vest for Ratzeburg ved det 80 meter høje Albsfelder Berg.